# 掌摑

男人被掌摑

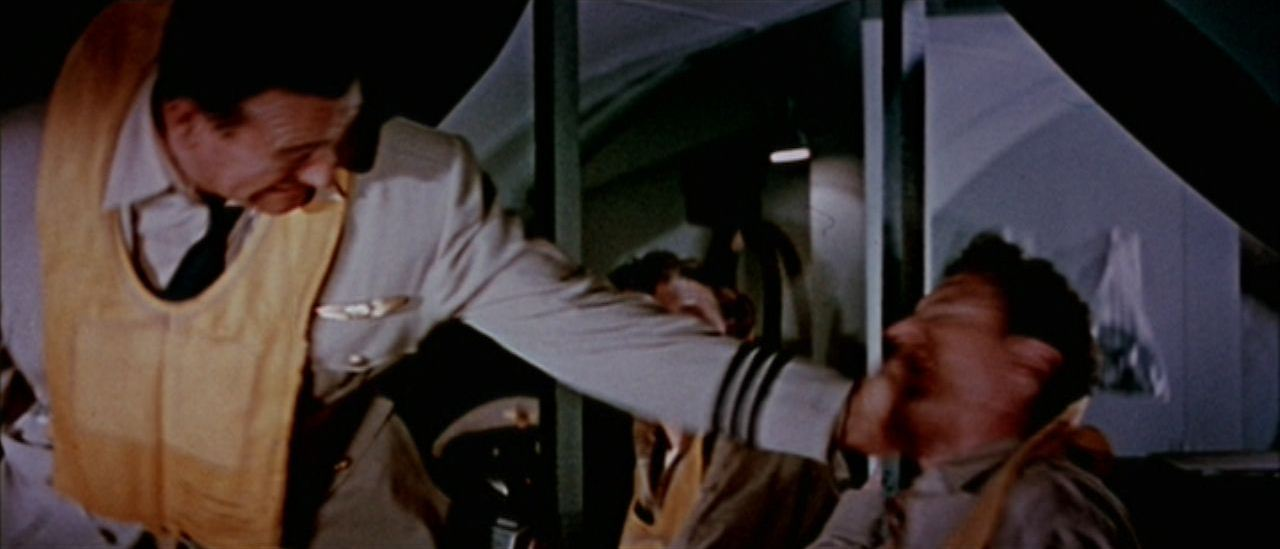
在1954年的电影《情天未了缘》中，约翰·韦恩对罗伯特·斯塔克扇巴掌

掌摑是指用張開的手掌拍打某物，與用封閉手掌形成拳頭的拳擊相反。掌摑的目標通常是臉部（俗稱打脸、扇脸、耳光、甩巴掌、大耳刮子、大嘴巴子等），但也有可能是攻擊手部或其他身體部位；掌摑可使用手掌或是手背。

## 人類
掌摑是一種攻擊。掌摑的目的通常是為了羞辱對方，而非傷害對方。在許多的電影和電視節目中，女性通常會掌摑冒犯她們的男性或其他女性，在現實生活中偶爾也會發生這樣的情況。研究顯示女性掌摑他人的次數比男性更多。
掌摑臉部也是日本相撲比賽中一種戰法(通常是較弱的力士使用)，目的是使對方失神。

## 動物
海狸會用尾巴掌摑水面作為危險的信號。食紋魚在交配（gambusia）時，若雄性魚的行為太過激烈時，雌性的魚會用尾巴掌摑他們。海豚也被觀察到會用尾巴掌摑身體表面，可能是為了表達敵意或性衝動。座头鲸會用尾巴掌摑身體表面表示警告，牠們也會用尾巴掌摑虎鯨（又稱殺人鯨）來擊退牠們的攻擊。在求偶的競賽中，雄性座头鲸會用尾巴掌摑雌性的座头鲸。

## 体育
在俄罗斯，人们举办扇耳光比赛，选手面对面相互扇耳光，直到一方认输或被击倒。2023年，扇耳光竞技节目《力量耳光》在美国播出。

## 資料來源
1. ↑  Mental Disorder, Violence, and Gender（精神失常、暴力，以及性別），作者：Pamela Clark Robbins、John Monahan、Eric Silver，類別：法律與人類行為，出版日期：2003年12月，第27卷，第6主題，561～571頁
2. ↑  Hall, Richard J. "Does Representational Content Arise from Biological Function?" PSA: Proceedings of the Biennial Meeting of the Philosophy of Science Association. 1990 pgs. 193-199
3. ↑  Reproductive Behavior of Gambusia heterochir，作者：Barbara Warburton、Clark Hubbs、Donald W. Hagen，出版日期：1957年12月
卷：1957，主題：4，頁數：299～300
4. ↑  Behavior of Hector's Dolphin: Classifying Behavior by Sequence Analysis，作者：Elisabeth Slooten，出版日期：1994年11月，卷：75，主題：4，頁數：956～964
5. ↑  . www.natures-spirit.com.   [2020-07-13]. （原始内容存档于2020-12-18）.
6. ↑  Lamoureux, Mack. . Vice. 2019-03-21  [2023-02-12]. （原始内容存档于2020-09-09）.
7. ↑  Holland, Jesse, , mmamania.com, January 17, 2023  [2023-02-12], （原始内容存档于2023-01-20）